# گروه دانگوت
گروه دانگوت (به انگلیسی: Dangote Group) شرکت خوشه‌ای نیجریه‌ای است، که در زمینه تولید سیمان، شکر، نمک و فولاد، صنایع نفت و گاز، همچنین ارائه خدمات ترابری و لجستیک، خدمات مالی و بانکداری، ساخت‌وساز و توسعه املاک و مستغلات فعالیت می‌نماید. 
گروه دانگوت در سال ۱۹۸۱ توسط الیکو دانگوت راه‌اندازی شد و در حال حاضر بزرگترین گروه صنعتی آفریقای غربی می‌باشد. دفتر مرکزی این شرکت در شهر لاگوس، نیجریه قرار دارد و بخشی از سهام آن در بازار بورس نیجریه معامله می‌شود.